# Campo Lameiro
Campo Lameiro és un municipi de la província de Pontevedra a Galícia. Pertany a la Comarca de Pontevedra. Limita amb els municipis de Moraña, Cuntis, A Estrada, Cerdedo, Cotobade i Pontevedra
| 3.952 | 3.329 | 3.350 | 2.554 | 2.178 |
| Fonts: INE i IGE (Els criteris de registre censal variaren i les dades de l'INE i de l'IGE poden no coincidir.) |       |       |       |       |

## Parròquies
O Campo (San Miguel), O Couso (San Cristovo), Fragas (Santa Mariña), Moimenta (Santa María), Montes (San Isidro) i Morillas (Santiago).